# San Roque Rugby Club
El San Roque Rugby Club es una sociedad deportiva de aficionados al rugby de la provincia de Cádiz, España. 
En la temporada 2018-2019 dispuso aproximadamente de 300 licencias de jugadores de todas las categorías, siendo el cuarto club de rugby de Andalucía en número de integrantes. Cuenta con ocho categorías desde sub-6 hasta sénior. Su denominación hasta 2021 fue Club de Rugby del Estrecho, en ese momento cambió su denominación a la actual.

## Historia

### Pasado y presente[6]
El comienzo del rugby como deporte en el campo de Gibraltar se remonta a la unión del equipo del Campus Bahía de Algeciras y de otro existente en La Línea de la Concepción para crear el Club de Rugby San Roque 89, nacido en 1989.
C.D. Rugby Algeciras 1989 se convierte en 2003 en asociación deportiva y posteriormente su denominación cambia a San Roque 89. Esta modificación se debe a la importante apuesta realizada por el ayuntamiento de esta localidad campogibraltareña por este deporte, gracias a la cual se cede al club las instalaciones deportivas de Pueblo Nuevo de Guadiaro.
Con esta denominación la comarca contó con un representante en esta disciplina deportiva en competiciones provinciales así como torneos nacionales e internacionales.

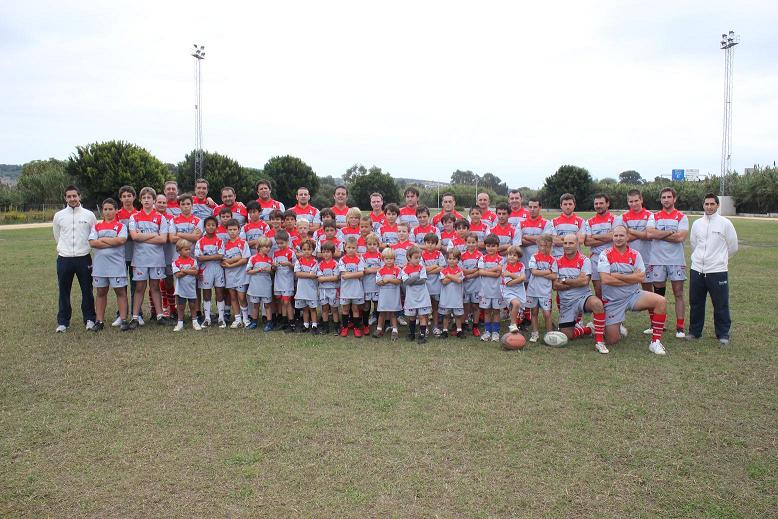
Club de Rugby del Estrecho.

Tras varios años de participación en la segunda división regional de la Federación Andaluza de Rugby, sin obtener muchos resultados pero sin perder la ilusión, se dan una serie de circunstancias que provocan que el club San Roque 89 sufra un cambio muy positivo para su futuro. La llegada de Juan Antonio Salvador Almeida (antiguo jugador de la selección española) como entrenador-jugador y la apuesta de varias empresas por ofrecer su patrocinio consiguen que el equipo gane muchos puntos en cuanto al proyecto deportivo. A esto hay que añadir la incorporación de nuevos jugadores jóvenes con ganas de aprender y disfrutar con este deporte, con lo que los resultados fueron mejorando.
Gracias a estas circunstancias, en la temporada 2008-2009 San Roque 89 alcanzan el subcampeonato en segunda división regional, así como la semifinal en la copa FAR (Federación Andaluza de Rugby).
En la actualidad, los integrantes de la última junta directiva de San Roque 89 que dejaron su cargo en junio de 2010, han decidido hacer una apuesta seria por el rugby y se han comprometido a continuar la labor iniciada con las escuelas deportivas para lograr una cantera que sirva de base a un equipo sénior, que sería culmen del proyecto de las escuelas. Con esta motivación se ha creado Rugby del Estrecho, un nuevo equipo, una nueva filosofía abierta a todos los interesados en el deporte del balón oval de la comarca con la idea clara de apostar por la cantera.
En la II Gala del Rugby Andaluz celebrada en El Puerto de Santa María al término de la temporada 2010-11, el club recibe el premio de mejor club novel.
Temporada 2015-16
La temporada 2015-16 se proclaman campeones de Liga logrando el ascenso a 1.ª División Regional Andaluza.
Temporada 2016-17
Temporada 2017-18
La temporada 2017-18 la finalizan en 3.ª posición.
Temporada 2018-19
En la IV Gala del Rugby Andaluz celebrada el 7 de septiembre de 2018 en Almería, la Federación Andaluza de rugby concede al Ayuntamiento de San Roque una placa “En reconocimiento a su apoyo a la Promoción Deportiva del Rugby”. Además, la federación también reconoció con otra placa al Club Rugby del Estrecho por su trabajo en deporte base.
El equipo sénior en la temporada 2018-19, después de casi todo el año copando la primera plaza del grupo, tras dos derrotas consecutivas en las dos últimas jornadas acaba la fase regular en 2.ª posición del grupo central. En la Fase de Ascenso a la 1.ª División Andaluza se enfrentarían al Club de Rugby Jerez, cayendo derrotados tanto en la ida como en la vuelta.
En pretemporada, todas las categorías inferiores participaron en el II Torneo Internacional del Sur celebrado en Sevilla, logrando el equipo Sub-16 el subcampeonato. Esta temporada 18-19, el equipo Sub-18 finalizó en última posición con tres victorias y un empate en 14 partidos. Los Sub-16 que participaron en la Liga de Desarrollo finalizaron en 1.ª posición con pleno de victorias, consiguiendo el ascenso a la máxima categoría para la temporada siguiente. En categoría Sub-14, "el equipo A" ganó la primera fase del grupo central con pleno de victorias mientras que el "equipo B" finalizó en penúltima posición con dos victorias en 10 partidos. En la segunda fase, el "equipo A" acabó último con un balance de 1 empate y 4 derrotas. En el Festival Nacional Sub-14 celebrado en Oliva, el equipo logró el tercer puesto de la Copa de Plata.
Temporada 2019-20
En julio de 2019 se anuncia la incorporación de Phil Nilsen como nuevo director deportivo del club. A principios de septiembre se anuncia la renovación del acuerdo de patrocinio con la inmobiliaria Holmes Sotogrande, incluyéndose en el nombre del club para pasar a llamarse Holmes Sotogrande Club de Rugby del Estrecho. El equipo sénior disputó su primer partido de pretemporada el día 8 de septiembre contra C.R. Bahía'89 y la temporada oficial comenzó el 6 de octubre cuando se disputó la primera jornada en el campeonato de Segunda Territorial (Grupo Central). La temporada se vio interrumpida por la pandemia de COVID-19, aunque finalmente la Federación Andaluza de Rugby otorgó el ascenso directo a Primera División Regional al club al situarse en 1.ª posición en el momento de la interrupción.
Temporada 2020-21
En categorías inferiores, el equipo sub-18 se proclama tercer clasificado de la Liga Andaluza.
El primer partido del equipo sénior de la temporada 2020-21 de la Primera División Andaluza se disputa el 31 de enero de 2021 en una visita al Club de Rugby Atlético Portuense, y acaba con derrota por un marcador de 50-0. Un 5.º puesto en la clasificación al final de la temporada permite mantener la categoría.
Temporada 2021-22
El club afronta la nueva temporada con 2 clubes sénior por primera vez en su historia. El primer equipo se mantiene en Primera División Andaluza e intentará el difícil salto a categoría nacional mientras que el segundo equipo disputará esta temporada la Segunda División Andaluza.
El 17 de octubre de 2021, el primer equipo disputa la primera jornada de la temporada frente a C.D. Rugby Mairena consiguiendo la victoria por 17-0.
El 20 de marzo de 2022, tras la disputa de la penúltima jornada, el primer equipo se asegura la 4.ª plaza con una victoria por 24-17 frente a C. R. Jaén y el acceso a la fase de ascenso a División de Honor B por primera vez en su historia.
Debido a la renuncia de múltiples equipos ganadores de sus respectivas categorías regionales, solamente cuatro equipos (Club de Rugby Atlético Portuense, Universidad de Granada Rugby y el propio club sanroqueño por parte de la Liga Andaluza y CAR Cáceres por parte de la Liga de Extremadura) quedaron emparejados en dos semifinales disputadas a ida y vuelta. El sorteo deparó un doble enfrentamiento contra el Universidad de Granada, club que ya había vencido al San Roque en sus dos enfrentamientos previos de fase regular. El partido de ida disputado el 8 de mayo en las instalaciones del C.D. Puerto de Santa María deparó un resultado de 0-69 favorable a los granadinos, resultado que prácticamente dejaba resuelta la eliminatoria a falta del partido de vuelta. El partido de vuelta acaba con resultado de 78-13 pese a que el resultado era de 5-10 favorable a los sanroqueños al minuto 15 de partido. De esta manera acaba la mejor temporada en la corta historia del club con la primera disputa de fase de ascenso a División de Honor B.
Temporada 2022-23
El 1 de septiembre de 2022 se anuncia la contratación del exentrenador del Universidad de Granada Rugby Juan Alfredo Cerván "Goofy" como nuevo director deportivo y entrenador del equipo sénior.

### Proyecto deportivo[34]
La directiva formada por jóvenes jugadores, insiste en la importancia del rugby base para poder plantear un equipo de rugby. Por lo que las escuelas contaron ya en la temporada 2009-2010 con un equipo cadete, además de un equipo infantil-benjamín que aunque no está incluidos en calendarios oficiales han jugando partidos amistosos con la idea de familiarizarse cuanto antes con la competición.
El nuevo club —creado con la denominación de Rugby del Estrecho— cuenta con entrenadores que buscan inculcar una disciplina de trabajo seria a los integrantes de la plantilla. Desde el más pequeño hasta el mayor debe entender que el respeto al árbitro, al entrenador y a los contrarios está por encima de lograr la victoria a toda costa.
La promoción del rugby y dar la oportunidad a cualquier persona de la edad que sea a acercarse a este deporte son las principales misiones de Rugby del Estrecho.

## Historial de temporadas
| Temporada | Nivel | División                  | Grupo   | Posición       | Puntos | Promoción  | Promoción | Copa del Rey | Otras copas | Otras copas |
| --------- | ----- | ------------------------- | ------- | -------------- | ------ | ---------- | --------- | ------------ | ----------- | ----------- |
| 2015-16   | 4     | Segunda División Regional |         | 1.º            |        | Ascenso    | Asciende  |              |             |             |
| 2016-17   | 3     | Primera División Regional |         |                |        |            |           |              |             |             |
| 2017-18   | 4     | Segunda División Regional |         | 3.º            |        |            |           |              |             |             |
| 2018-19   | 4     | Segunda División Regional | Central | 2.º            |        | Ascenso    | 1/4 final |              |             |             |
| 2019-20   | 4     | Segunda División Regional | Central | 1.º            | 54     | Ascenso(1) | Asciende  |              |             |             |
| 2020-21   | 3     | Primera División Regional | -       | 5.º            | 14     |            |           |              |             |             |
| 2021-22   | 3     | Primera División Regional | -       | 4.º            | 33     | Ascenso    | 1/2 final |              |             |             |
| 2022-23   | 3     | Primera División Regional | -       | 8.º            | -1     |            |           |              |             |             |
| 2023-24   | 4     | Segunda División Regional | -       | “No disputada” |        |            |           |              |             |             |
| 2024-25   | 4     | Segunda División Regional | -       |                |        |            |           |              |             |             |

### Desglose por entrenador
| Temporada | Entrenador    | Competición                                      | PJ | G  | E | P | TF  | TC  | +/-  | EF | EC | BO | BD | %    | Ptos. |
| --------- | ------------- | ------------------------------------------------ | -- | -- | - | - | --- | --- | ---- | -- | -- | -- | -- | ---- | ----- |
| 2018-19   | Ezequiel Vigo | Segunda División Regional                        |    |    |   |   |     |     |      |    |    |    |    |      |       |
| 2018-19   | Ezequiel Vigo | Promoción de Ascenso a Primera División Regional | 2  | 0  | 0 | 2 | 26  | 74  | -48  | 4  | 11 | –  | –  | 0    | –     |
| 2019-20   | Ezequiel Vigo | Segunda División Regional                        | 12 | 11 | 0 | 1 | 449 | 97  | +352 | 77 | 13 | 9  | 1  | 91.7 | 54    |
| 2020-21   | Ezequiel Vigo | Primera División Regional                        | 7  | 3  | 0 | 4 | 119 | 167 | -48  | 18 | 19 | 1  | 1  | 42.9 | 14    |
| 2021-22   | Ezequiel Vigo | Primera División Regional                        | 14 | 7  | 0 | 7 | 245 | 428 | -183 | 37 | 63 | 5  | 0  | 50.0 | 33    |
| 2021-22   | Ezequiel Vigo | Promoción de Ascenso a División de Honor B       | 2  | 0  | 0 | 2 | 13  | 147 | -134 | 1  | 23 | -  | -  | 0    | -     |

## Patrocinadores
- Holmes Sotogrande
- Ayuntamiento de San Roque
- Hassans International Law Firm
- Ibex Insurance
- Masbro Insurance
- Sergeyco
- Serescol Autocares
- Taz Comunicación
- Hotel Encinar de Sotogrande